# ロニー・プラキシコ
ロニー・プラキシコ（Lonnie Plaxico、1960年9月4日 - ）は、アメリカイリノイ州シカゴ生まれのモダンジャズのベース奏者。
12歳からベースを学び1980年にニューヨークへ移りチェット・ベイカーやデクスター・ゴードンらと活動した。1982年にウィントン・マルサリス、1983年から1986年にかけてアート・ブレイキーのバンドで活躍。以降も幅広く多くのミュージシャンと共演しレコーディングを行っている。

## ディスコグラフィ

### リーダー・アルバム
- 『プラキシコ』 - Plaxico (1989年、Muse)
- 『イリデセンス』 - Iridescence (1990年、Muse)
- Short Takes (1992年、Muse)
- With All Your Heart (1993年、Muse)
- Emergence (2000年、Savant)
- Mélange (2001年、Blue Note)
- Live at the 5:01 Jazz Bar (2002年、Orchard, Plaxmusic)
- Rhythm and Soul (2003年、Sirocco Jazz)
- 『ライヴ・アット・ジャズ・スタンダード』 - Live at Jazz Standard (2004年、Village)
- 『ソー・アライヴ』 - So Alive (2006年、Eighty-Eight's)
- West Side Stories (2006年、Plaxmusic)
- Live at the Zinc Bar NYC (2007年、Plaxmusic)
- Ancestral Devotion (2009年、Plaxmusic)